# Résolution 1889 du Conseil de sécurité des Nations unies
Membres permanents
- Chine
- États-Unis
- France
- Royaume-Uni
- Russie

Membres non permanents
- Autriche
- Burkina Faso
- Costa Rica
- Croatie
- Japon
- Libye
- Mexique
- Turquie
- Ouganda
- Viet Nam

Résolution no 1888 Résolution no 1890
La résolution 1889 du Conseil de sécurité des Nations unies a été adoptée à l’unanimité le 5 octobre 2009. Elle réaffirme les résolutions précédentes relatives aux femmes et à la paix et la sécurité, et insiste particulièrement sur l'inclusion des femmes dans les processus de paix et la reconstruction après un conflit armé, et la nécessité de prise en compte des questions relatives aux femmes et aux filles dans lesdits processus.

## Résolution
Le Conseil de sécurité a appelé ce matin à un large éventail de mesures pour renforcer la participation des femmes à toutes les étapes des processus de paix, en mettant l’accent sur la période suivant la conclusion des accords de paix, alors qu’il entamait une journée de discussions intensives sur le sujet.
Par l’adoption à l’unanimité de la résolution 1889, le Conseil a réaffirmé sa résolution historique 1325 de 2000 sur « les femmes, la paix et la sécurité » et condamné les violences sexuelles persistantes contre les femmes dans les situations de conflit et postérieures au conflit. Il a exhorté les États membres, les organismes des Nations unies, les donateurs et la société civile à veiller à ce que la protection et l’autonomisation des femmes soient prises en compte lors de l’évaluation des besoins et de la planification postérieure au conflit, et prises en compte dans le financement et la programmation ultérieurs.
Elle a également appelé tous ceux qui participent à l'organisation des programmes de désarmement, de démobilisation et d’intégration à prendre en compte en particulier les besoins des femmes et des filles associées aux groupes armés, ainsi que ceux de leurs enfants.
Dans cette résolution, le Conseil a prié le secrétaire général de lui soumettre dans les 12 mois un rapport consacré aux femmes dans les situations postérieures au conflit et d'assurer la coopération entre le représentant spécial du secrétaire général pour les enfants et les conflits armés et le représentant spécial pour les violences sexuelles en période de conflit armé, dont la nomination avait été demandée par la résolution 1888 (2009) adoptée la semaine précédente. Elle lui demande de continuer à nommer des conseillers pour l'égalité des sexes et la protection des femmes au sein des missions pour le maintien de la paix, et d'inclure dans un rapport annuel une panoplie d'indicateur relatifs à la mise en œuvre de la résolution 1325.
« La cessation des conflits ne doit pas conduire à la marginalisation des femmes et des filles, ni à leur relégation dans des rôles stéréotypés », a déclaré la vice-secrétaire générale des Nations unies, Asha-Rose Migiro, en ouvrant le débat au nom du secrétaire général Ban Ki-moon. La résolution avait été présentée par le Viêt Nam, membre non permanent du Conseil de sécurité pour la période de 2008 à 2009. 